# 바킹 대거넘구
바킹 대거넘 구(London Borough of Barking and Dagenham)는 런던의 구 중 하나이다. 센트럴런던에서 14.4km 떨어진 곳에 위치해 있다. 아우터런던에 속하며 남부 지역은 템스 게이트웨이의 런던 리버사이드 구역으로 포함되어, 도시 재개발 우선대상으로 지정되어 있다.
인구는 2011년 인구총조사 기준으로 187,000명이며, 대다수가 비컨트리 지구에 거주하고 있다. 지역 행정은 바킹 대거넘 구의회가 맡고 있다. 2012년 하계 올림픽이 열린 런던의 여섯 구 중 한 곳이기도 했던 반면, 기업 법인 등록이 가장 저조한 곳이자 삶의 만족 지수가 제일 낮은 곳으로 조사되기도 했다.